# Homem-Aranha: Gênese
Homem-Aranha: Gênese (no original em inglês: Spider-Man: Chapter One) é uma série limitada de histórias em quadrinhos estrelada pelo personagem Homem-Aranha e publicada pela Marvel Comics em 13 edições (# 1-12, com um # 0 acrescentado entre 6 e 7), de dezembro de 1998 a outubro de 1999. Toda a série foi escrita e desenhada por John Byrne. No Brasil a série foi publicada pela Abril Jovem na revista A Teia do Aranha.
A série foi uma tentativa de modernizar a história de origem do Homem-Aranha, porém, apesar de ser considerada canônica, foi ignorada posteriormente.